# 風間宏希
風間 宏希（かざま こうき、1991年6月19日 - ）は、広島県安芸郡府中町出身のプロサッカー選手。Jリーグ・ザスパ群馬所属。ポジションはミッドフィールダー。
元サッカー日本代表の風間八宏の長男。ジェフユナイテッド市原・千葉に所属する風間宏矢は弟。

## 経歴
父の八宏が日本サッカーリーグ (JSL) のマツダSC（現サンフレッチェ広島）でプレーしていた時に広島で生まれる。
1996年から父の移籍に伴いドイツへ渡り、同年5歳の時にレムシャイドのSSファーグルンドでサッカーを始める。1997年日本に帰国。中学2年からは清水地区のエリート選手育成プログラム「清水スペシャル・トレーニング」に参加しており、当時からU-13、U-14日本選抜に選ばれるなど注目を浴びていた。
清水商業高校ではMFのポジションながら、2年時にJFAプリンスリーグU-18東海2部得点王と活躍し、3年時では上のカテゴリーでもある同リーグ1部で見事得点王に輝いた。チームとしては2年時にJFAプリンスリーグ東海2部で優勝。最終学年となる3年時は高校総体県大会で優勝し、チームを7年ぶりに全国大会出場へと導いた。
清水商業高校卒業後は海外でのプレーを希望。高校3年時には高木俊幸と共にスペインのRCDエスパニョールや、単独でドイツの1.FCケルンの練習に参加していた。卒業後の6月、オランダやベルギーの1部、2部のクラブからオファーが届いたが、7月にポルトガルの3部リーグにあたるセグンダ・ジヴィゾンのロウレターノDCに加入が決まった。
2011年、ドイツ4部に相当するレギオナルリーガのTuSコブレンツに移籍。
2012年7月1日、父が監督を務める川崎フロンターレに移籍。同時に弟でVfLオスナブリュックに所属していた風間宏矢も入団している。
しかし、2013年12月5日付けで宏矢とともに契約満了で退団。
2014年から、ギラヴァンツ北九州へ移籍、同年3月30日、J2第5節対カマタマーレ讃岐戦（北九州市立本城陸上競技場）で、決勝点となるゴールを決め、これが自身のJリーグ公式戦初ゴールとなった。移籍からすぐに北九州の攻撃の中心となり、パス数のランキングでJ2一位になっている。
2017年よりモンテディオ山形でプレーすることが発表された。
2018年、ザスパクサツ群馬へ期限付き移籍。
2018年12月、FC琉球への完全移籍が発表された。
2022年、古巣ザスパクサツ群馬に復帰。

## 所属クラブ
- 2004年 - 2006年  清水FC (清水第一中学校)
- 2007年 - 2009年  静岡市立清水商業高等学校
- 2010年 - 2011年  ロウレターノDC
- 2011年 - 2012年  TuSコブレンツ
- 2012年 - 2013年  川崎フロンターレ
- 2014年 - 2016年  ギラヴァンツ北九州
- 2017年 - 2018年  モンテディオ山形
  - 2018年  ザスパクサツ群馬（期限付き移籍）
- 2019年 - 2021年  FC琉球
- 2022年 -  ザスパクサツ群馬 / ザスパ群馬

## 個人成績
| 国内大会個人成績 | 国内大会個人成績 | 国内大会個人成績 | 国内大会個人成績 | 国内大会個人成績 | 国内大会個人成績 | 国内大会個人成績 | 国内大会個人成績 | 国内大会個人成績 | 国内大会個人成績 | 国内大会個人成績 | 国内大会個人成績 |
| 年度             | クラブ           | 背番号           | リーグ           | リーグ戦         | リーグ戦         | リーグ杯         | リーグ杯         | オープン杯       | オープン杯       | 期間通算         | 期間通算         |
| 年度             | クラブ           | 背番号           | リーグ           | 出場             | 得点             | 出場             | 得点             | 出場             | 得点             | 出場             | 得点             |
| ポルトガル       | ポルトガル       | ポルトガル       | ポルトガル       | リーグ戦         | リーグ戦         | リーグ杯         | リーグ杯         | ポルトガル杯     | ポルトガル杯     | 期間通算         | 期間通算         |
| ---------------- | ---------------- | ---------------- | ---------------- | ---------------- | ---------------- | ---------------- | ---------------- | ---------------- | ---------------- | ---------------- | ---------------- |
| 2010-11          | ロウレターノ     |                  | セグンダ         | 5                | 0                |                  |                  |                  |                  |                  |                  |
| ドイツ           | ドイツ           | ドイツ           | ドイツ           | リーグ戦         | リーグ戦         | リーグ杯         | リーグ杯         | DFBポカール      | DFBポカール      | 期間通算         | 期間通算         |
| 2011-12          | コブレンツ       |                  | レギオナル       | 10               | 0                |                  |                  |                  |                  |                  |                  |
| 日本             | 日本             | 日本             | 日本             | リーグ戦         | リーグ戦         | リーグ杯         | リーグ杯         | 天皇杯           | 天皇杯           | 期間通算         | 期間通算         |
| 2012             | 川崎             | 31               | J1               | 16               | 0                | -                | -                | 3                | 0                | 19               | 0                |
| 2013             | 川崎             | 31               | J1               | 1                | 0                | 1                | 0                | 1                | 0                | 3                | 0                |
| 2014             | 北九州           | 28               | J2               | 38               | 6                | -                | -                | 4                | 0                | 42               | 6                |
| 2015             | 北九州           | 7                | J2               | 42               | 2                | -                | -                | 2                | 0                | 44               | 2                |
| 2016             | 北九州           | 7                | J2               | 42               | 4                | -                | -                | 0                | 0                | 42               | 4                |
| 2017             | 山形             | 8                | J2               | 21               | 0                | -                | -                | 2                | 0                | 23               | 0                |
| 2018             | 群馬             | 8                | J3               | 31               | 7                | -                | -                | 0                | 0                | 31               | 7                |
| 2019             | 琉球             | 6                | J2               | 42               | 2                | -                | -                | 1                | 0                | 43               | 2                |
| 2020             | 琉球             | 6                | J2               | 31               | 2                | -                | -                | -                | -                | 31               | 2                |
| 2021             | 琉球             | 6                | J2               | 40               | 2                | -                | -                | 0                | 0                | 40               | 2                |
| 2022             | 群馬             | 15               | J2               | 30               | 0                | -                | -                | 1                | 0                | 31               | 0                |
| 2023             | 群馬             | 15               | J2               | 42               | 3                | -                | -                | 1                | 0                | 43               | 3                |
| 2024             | 群馬             | 15               | J2               | 30               | 0                | 0                | 0                | 0                | 0                | 30               | 0                |
| 2025             | 群馬             | 15               | J3               |                  |                  |                  |                  |                  |                  |                  |                  |
| 通算             | ポルトガル       | ポルトガル       | セグンダ         | 5                | 0                |                  |                  |                  |                  |                  |                  |
| 通算             | ドイツ           | ドイツ           | レギオナル       | 10               | 0                |                  |                  |                  |                  |                  |                  |
| 通算             | 日本             | 日本             | J1               | 17               | 0                | 1                | 0                | 4                | 0                | 22               | 0                |
| 通算             | 日本             | 日本             | J2               | 358              | 21               | -                | -                | 11               | 0                | 369              | 21               |
| 通算             | 日本             | 日本             | J3               | 31               | 7                | -                | -                | 0                | 0                | 31               | 7                |
| 総通算           | 総通算           | 総通算           | 総通算           | 421              | 28               | 1                | 0                | 15               | 0                | 437              | 28               |

出場歴
- Jリーグ初出場 - 2012年7月28日 J1 第19節 対 大宮アルディージャ戦 (等々力陸上競技場)
- Jリーグ初得点 - 2014年3月30日 J2 第5節 対 カマタマーレ讃岐戦 (本城陸上競技場)

## 代表歴
- 2006年 U-15日本代表
- 2007年 U-16日本代表
- 2008年 U-17日本代表
- 2009年 U-18日本代表
- 2010年 U-19日本代表

## 出演

### TV
- フジテレビ 日本サッカー再生計画 『世界のスタートラインへ！日本人高校生の挑戦』（2008年12月7日）